# 埃塞訥埃克山
47°02′38″N 12°14′26″E / 47.04392°N 12.240541°E
埃塞訥埃克山（德語：Essener Eck），是奧地利的山峰，位於該國西部，由蒂羅爾州負責管轄，屬於維內迪傑山脈的一部分，處於大韋內迪格山麓普雷格拉滕，海拔高度3,005米。